# Кумертауское авиационное производственное предприятие
АО «Кумертауское авиационное производственное предприятие» (КумАПП)(баш.  АЙ «Күмертау авиация етештереү предприятиеһы» ( КүмАЕП) — советское и российское авиастроительное предприятие, расположенное в городе Кумертау, Республика Башкортостан. Завод производит и ремонтирует вертолеты типа Ка-226, а также Ка-27, Ка-31 и Ka-32A11BC. Предприятие входит в холдинг «Вертолёты России».

## История

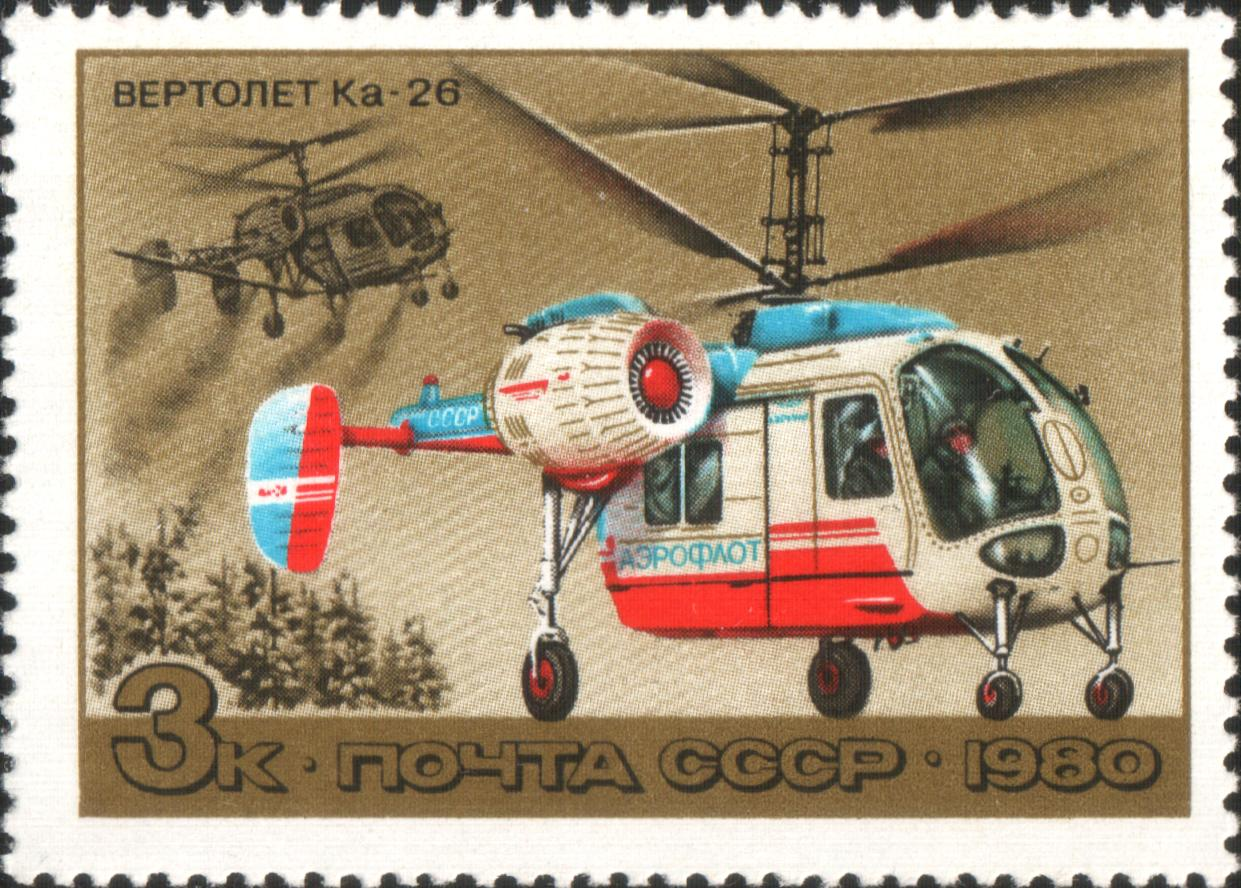
Вертолёт Ка-26 на почтовой марке

В 1962 году на базе ремонтно-механического завода был основан авиационный завод. В 1968 году завод выпустил первые вертолёты серии Ка-26. В 1972 году предприятие получило новое наименование — Кумертауский вертолетный завод; головное предприятие в составе Кумертауского авиационного производственного объединения с 1977. С 2008 года КумАПП поменяло форму собственности, став ОАО «Кумертауское авиационное производственное предприятие», входящим в состав холдинга «Вертолеты России».
- 1973—1989 годы — серийное производство БПЛА.
- 1974—1978 годы — производство самолёта М-17 «Геофизика».
- 1974—1980 годы — завод выпускал часть крыла самолёта Ту-154.
- 1982—1985 годы — завод участвовал в программе создания МТКК «Буран».
- 1992 год — объединение реорганизовано в КумАПП.
- 1994 год — планировалось организовать на заводе производство транспортного самолёта Ил-112, однако это так и не было реализовано.
- 2006 год — на заводе произведено продукции на 1286 млн руб.
- 2008 год — изменение формы собственности ФГУП в ОАО «КумАПП», на заводе произведено продукции на 2301 млн руб. (15 вертолётов).
- 2012—2013 годы — «Вертолеты России» рефинансировали большую часть внешних обязательств завода, оцениваемых более чем в 12 млрд рублей.[4]
- 2015 год — предприятие полностью обеспечено заказами[4].
- 2019 год — временное прекращение сборки вертолётов в КумАПП[5]. В последние годы предприятие выпускало и реализовывало 8—12 вертолётов Ка-32 и Ка-226 в год[6].
- 2020 год — нормализация производства вертолетов в КумАПП. До 2020 года планируется поставка 20 вертолетов и ремонт ещё 20[1][7].
- Февраль 2020 года — введение санкций США против КумАПП и ещё двух российских предприятий в связи с тем «что они, по версии Вашингтона, нарушают национальное законодательство США о нераспространении оружия массового уничтожения (ОМУ) в отношении Ирана, КНДР и Сирии»[8].
- С 2023 года[уточнить] запустят производство БПЛА вертолётного типа БАС-200. Десять образцов уже готовы. На эти цели предприятие получило 800 млн рублей федеральных средств[9].

## Продукция

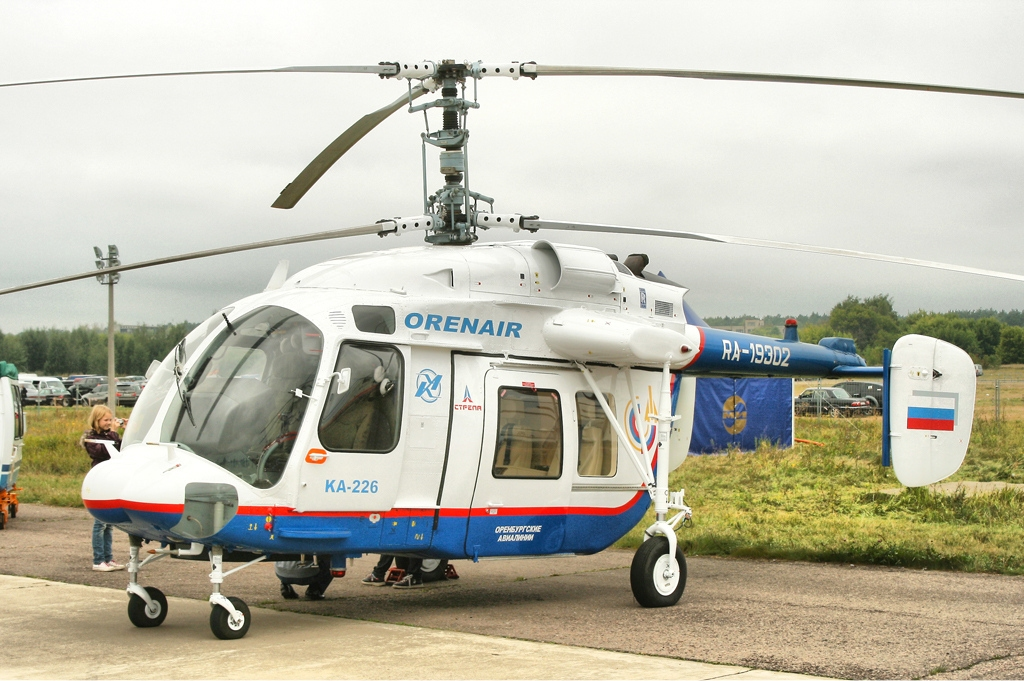
Ка-226

В настоящее время[когда?] КумАПП выпускает вертолеты следующих типов:
- Ка-27ПС (поисково-спасательный);
- Ка-28, Ка-29 (транспортно-боевой);
- Ка-31 (радиолокационный);
- Ка-32А11ВС (многоцелевой);
- Ка-226 (легкий многоцелевой) в гражданской и военной версиях.

## Санкции
В феврале 2020 года Кумертауское авиационное производственное предприятие внесено в санкционный список США сроком на два года в соответствии с законом о нераспространении оружия массового поражения по которому запрещены поставки товаров, материалов и технологий, которые могут способствовать созданию подобного оружия, в Сирию, Иран и КНДР.
18 декабря 2023 года, из-за российского вторжения на Украину, предприятие включено в санкционный список стран Евросоюза так как оно «материально обеспечивает и получает выгоды от деятельности Правительства России, которое несёт ответственность за аннексию Крыма и дестабилизацию ситуации в Украине». По аналогичным основаниям, ранее предприятие включено в санкционные списки США, Украины, Новой Зеландии и Японии